# Mouzens (Tarn)
Mouzens – miejscowość i gmina we Francji, w regionie Oksytania, w departamencie Tarn.
Według danych na rok 1990 gminę zamieszkiwało 96 osób, a gęstość zaludnienia wynosiła 20 osób/km² (wśród 3020 gmin regionu Midi-Pireneje Mouzens plasuje się na 967. miejscu pod względem liczby ludności, natomiast pod względem powierzchni na miejscu 1503.).